# Who’s Afraid of 138?!
Who’s Afraid of 138?! – trzeci singel holenderskiego DJ-a i producenta muzycznego Armina van Buurena z jego piątego albumu studyjnego Intense. Wydany 5 sierpnia 2013 roku przez wytwórnię płytową Who’s Afraid of 138?!, stanowiącą podwytwórnię koncernu Armada Music.

## Lista utworów i formaty singla
Opracowano na podstawie materiału źródłowego.
- Digital download – edycja rozszerzona

1. Who’s Afraid of 138?! (Extended Mix) – 6:21

- Digital download – remiksy

1. Who’s Afraid of 138?! (Photographer Remix) – 8:36
2. Who’s Afraid of 138?! (Jordan Suckley Remix) – 7:39
3. Who’s Afraid of 138?! (Photographer Radio Edit) – 3:36
4. Who’s Afraid of 138?! (Jordan Suckley Radio Edit) – 3:39